# Septembre 1800

## Événements
- 4 septembre, Russie (23 août du calendrier julien) : règlements remplaçant les municipalités électives par des « hôtel de ville » dirigés par des fonctionnaires de l’État[1].

- 5 septembre : Vaubois capitule. Malte, qui était occupée par les Français, est conquise par les troupes britanniques[2].

- 7 septembre : Bonaparte répond à une lettre du comte de Provence en coupant court à tous pourparlers pour une restauration monarchique[3].

- 11 septembre : les Britanniques prennent Curaçao[4].

- 16 septembre : l'opéra de François-Adrien Boïeldieu, Le Calife de Bagdad, est créé à la salle Favart à Paris.

- 30 septembre :
  - Le Traité de Mortefontaine entre la France et les États-Unis est signé, terminant la Quasi guerre. Il sera ratifié et proclamé le 21 décembre 1801[5].
  - Arrivée en Sierra Leone de 525 esclaves révoltés (Maroons) de Jamaïque via la Nouvelle-Écosse. Ils participent à la répression de la révolte des colons loyalistes noirs (Nova Scotians)[6].

## Naissances
- 1er septembre : Giuseppe Gabriel Balsamo-Crivelli, naturaliste italien († 15 novembre 1874)
- 11 septembre : Giacomo Balbi Piovera (mort en 1878), politicien et agronome italien.
- 15 septembre : Binet de Sainte-Preuve (mort en 1873), mathématicien et physicien français.
- 22 septembre : George Bentham (mort en 1884), botaniste britannique.
- 29 septembre : Laure Surville, sœur d'Honoré de Balzac

## Décès
- 7 septembre : François-Hilaire Gilbert (né en 1757), vétérinaire français.
- 10 septembre : Johann David Schoepff, zoologiste, botaniste et médecin allemand (° 8 mars 1752).
- 17 septembre : Johann Euler (né en 1734), astronome et mathématicien russo-suisse.
- 22 septembre : Dominique de La Rochefoucauld, cardinal français, archevêque de Rouen (° 26 septembre 1713).
- 26 septembre : William Billings, (né à Boston le 7 octobre 1746, mort dans cette même ville) est un compositeur américain de musique chorale, et est considéré comme le père de la musique chorale américaine.
- 27 septembre : Hyacinthe Jadin, compositeur et pianiste français (° 27 avril 1776).
- 29 septembre : Johann Nepomuk Cosmas Michael Denis bibliographe, poète et entomologiste autrichien.